# Republica Sovietică Socialistă Belarusă
Republica Sovietică Socialistă Belarusă (în rusă Белору́сская Сове́тская Социалисти́ческая Респу́блика, în belarusă Беларуская Савецкая Сацыялістычная Рэспубліка) a fost, în  1922, una dintre cele patru republici fondatoare a Uniunii Sovietice, împreună cu RSS Ucraineană, RSFS Transcaucaziană și RSFS Rusă.
Republica era situată în partea vestică a URSS-ului și avea capitala la Minsk. RSS Belarusă a fost creată pe 1 ianuarie 1919.
Suprafața: 207.6000 km²

Populația: 897.000 (1969)

Nationalități (1959):
- Belaruși - 80%
- Ruși - 0.2%
- Polonezi - 16.2%
- Evrei - 1.9%
- Ucraineni - 1.7%
- alții...

Orașe importante:
- Brest
- Homel  (Gomel)
- Hrodna (Grodno)
- Mahilyow (Mahileu, Mogilev)
- Vitebsk (Vitsebsk)

## Istorie
Parte a Imperiului Rus  înainte de primul război mondial, Belarus și-a declarat independența pentru prima oară pe 25 martie 1918, formând Republica Națională Belarus. Tânăra republică a avut o viața scurtă, regimul național fiind rapid răsturnat după retragerea trupelor germane. În 1919 Belarus a fost proclamată republică sovietică și a devenit parte componentă a RSS Lituaniano-Belarusă. După încheierea războiului polono-sovietic din 1921, teritoriile beloruse au fost împărțite între Polonia și RSFS Rusă. A fost recreată RSS Belarusă, țară care a devenit membră fondatoare a Uniunea Republicilor Socialiste Sovietice în 1922. În septembrie 1939, ca rezultat a aplicării înțelegerilor secrete din pactul Molotov-Ribbentrop, Uniunea Sovietică a anexat teritoriile estice ale Poloniei, alipindu-le la Belarus și Ucraina.
După al doilea război mondial, RSS Belarus în Adunarea Generală a Organizației Națiunilor Unite, alături de Uniunea Sovietică și RSS Ucraineană, devenind unul dintre membrii fondatori ai organizației mondiale. RSS Belarusă a fost redenumită Republica Belarus pe  19 septembrie 1991, rămânând în componența URSS încă trei luni, până la proclamarea independenței.